# بیئی، هوکایدو
بیئی، هوکایدو (به لاتین: Biei, Hokkaido) یک منطقهٔ مسکونی در ژاپن است که در Kamikawa Subprefecture واقع شده‌است. بیئی ۱۱٬۳۱۳ نفر جمعیت دارد.

## نگارخانه

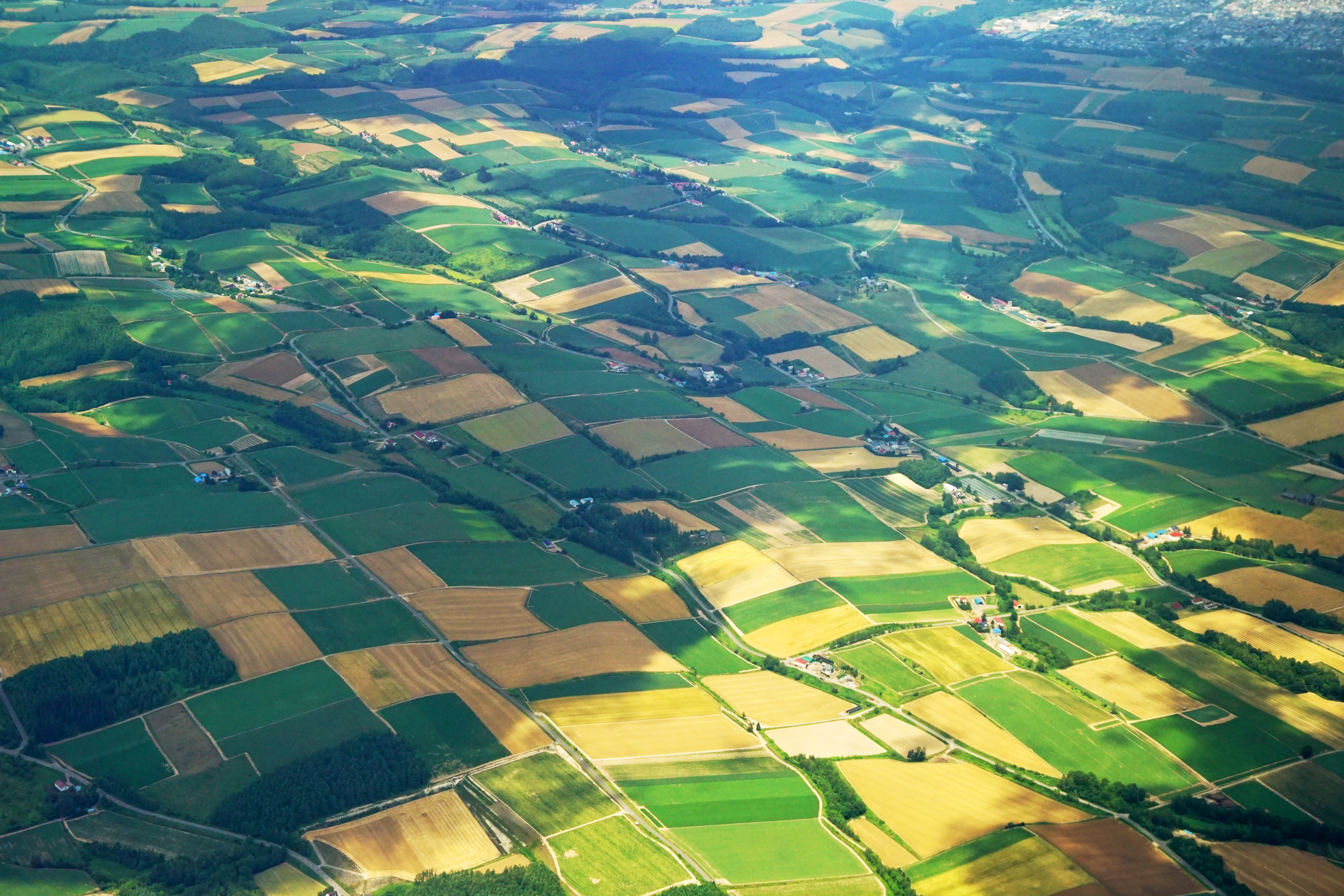
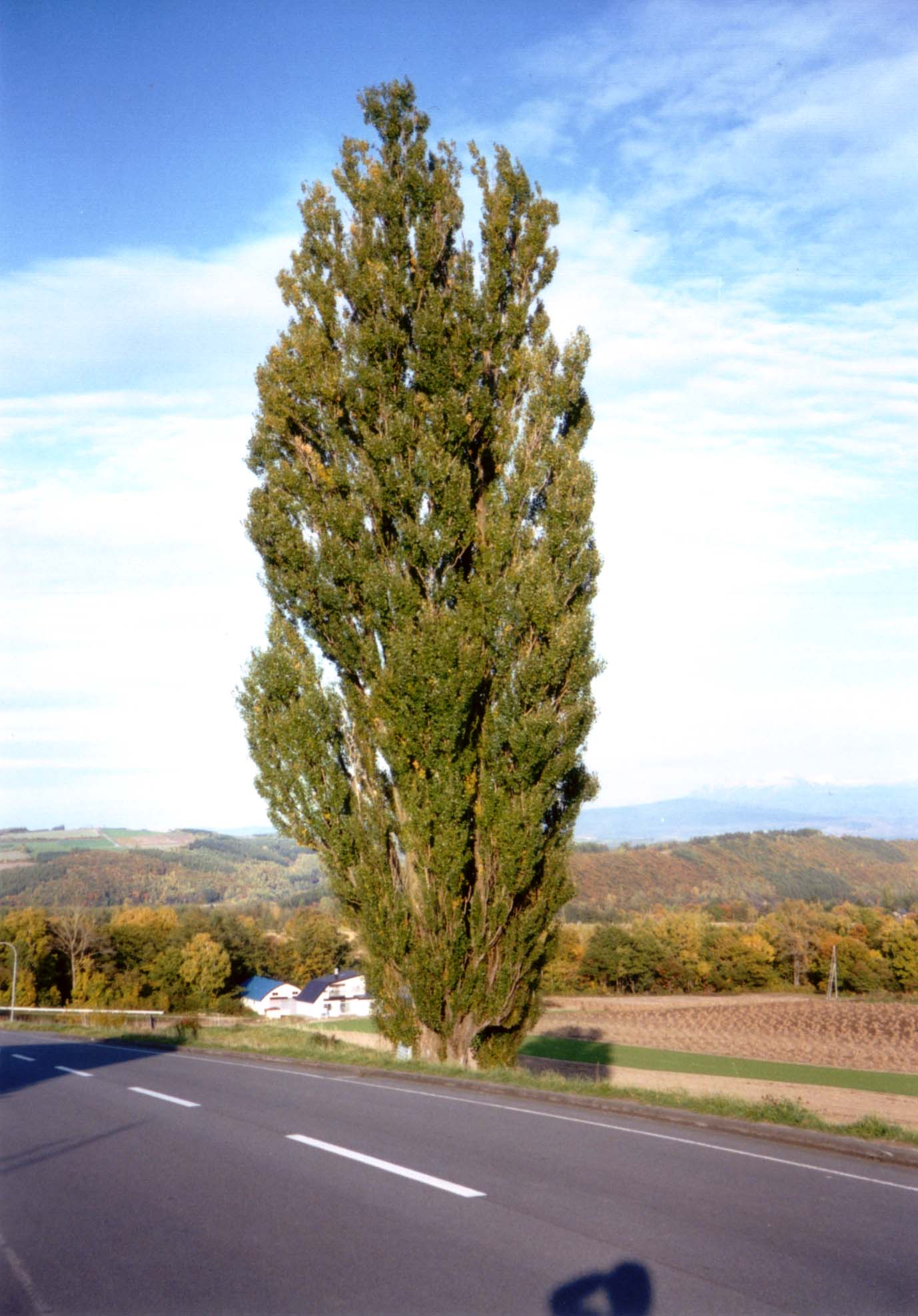
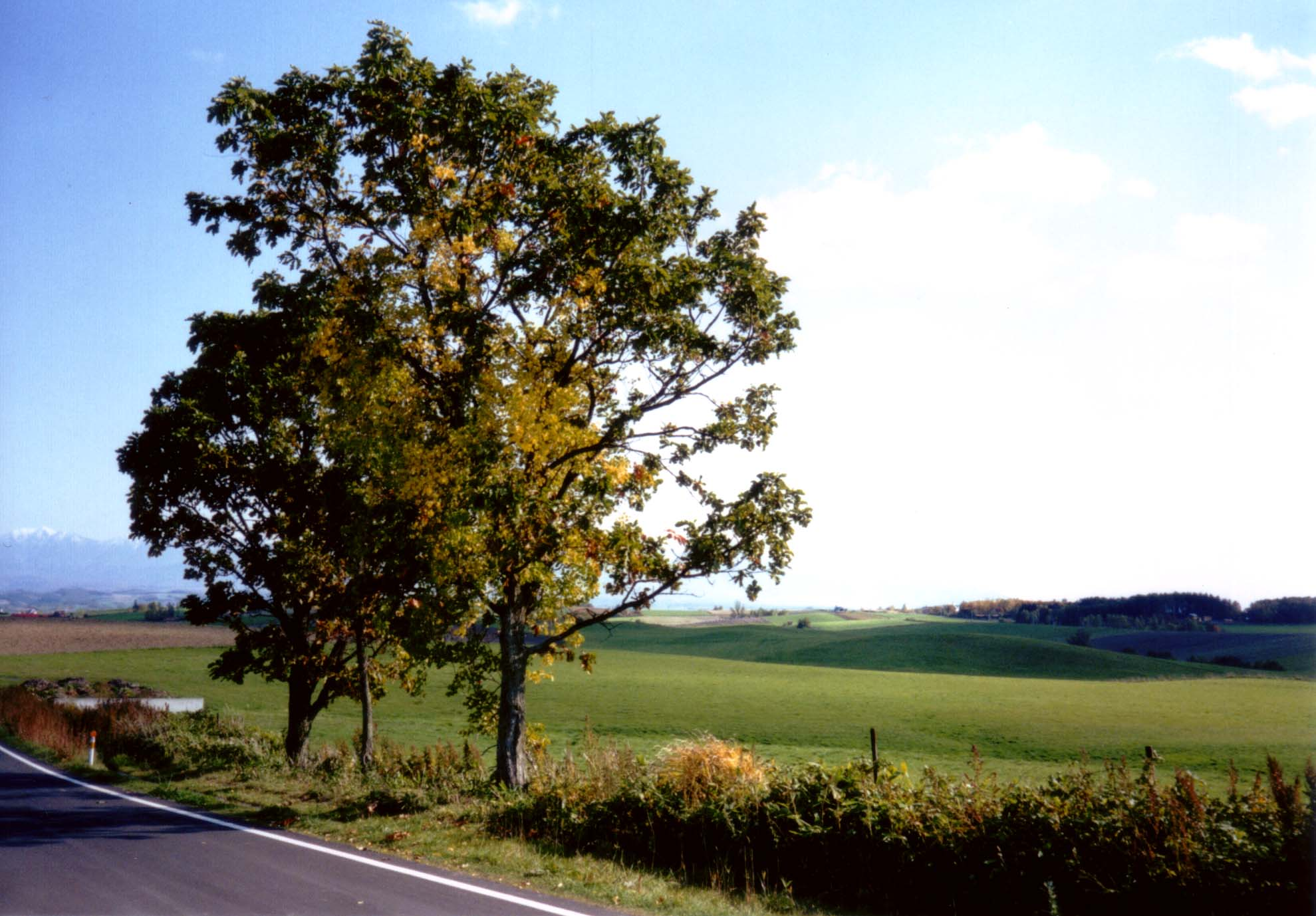
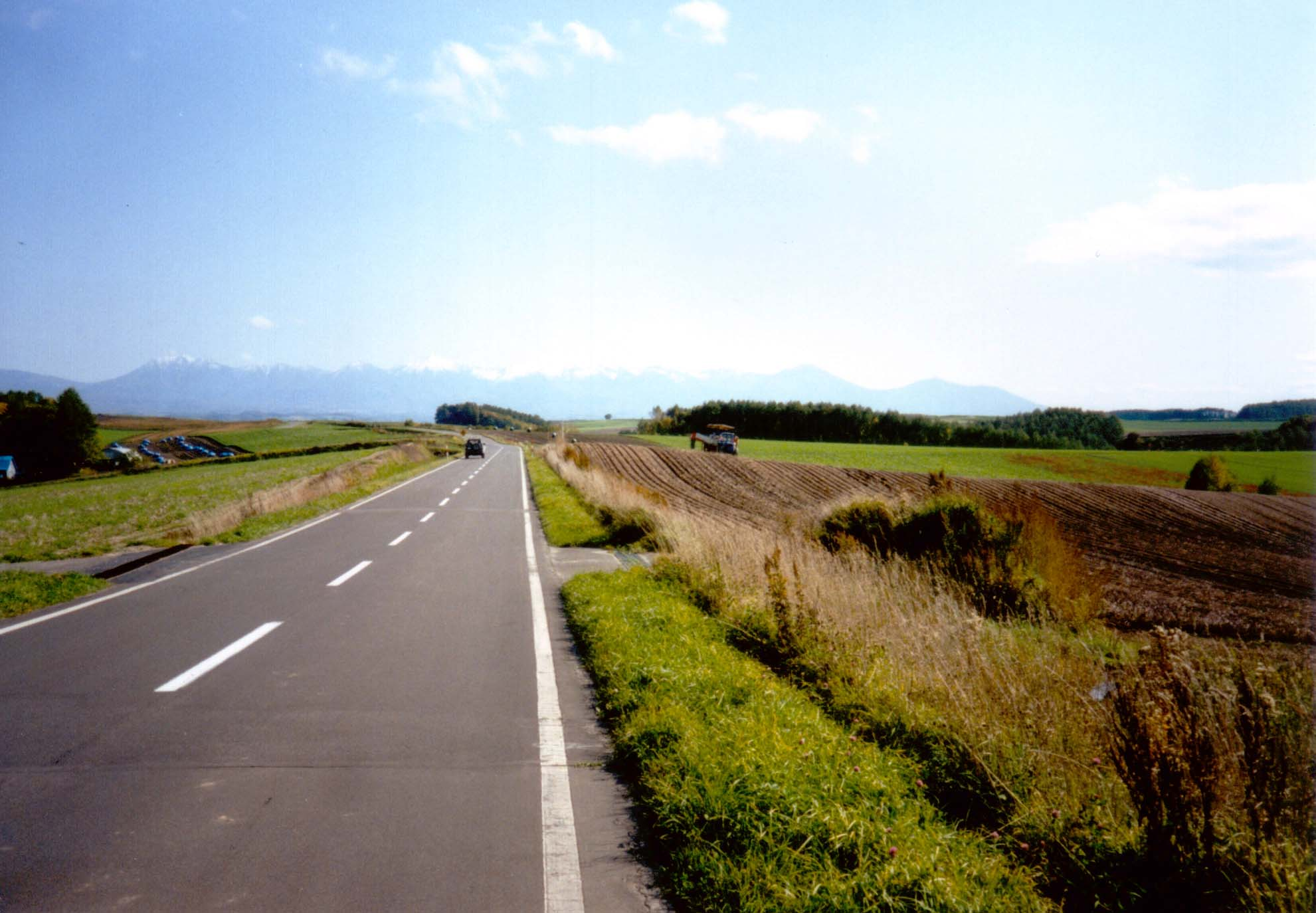
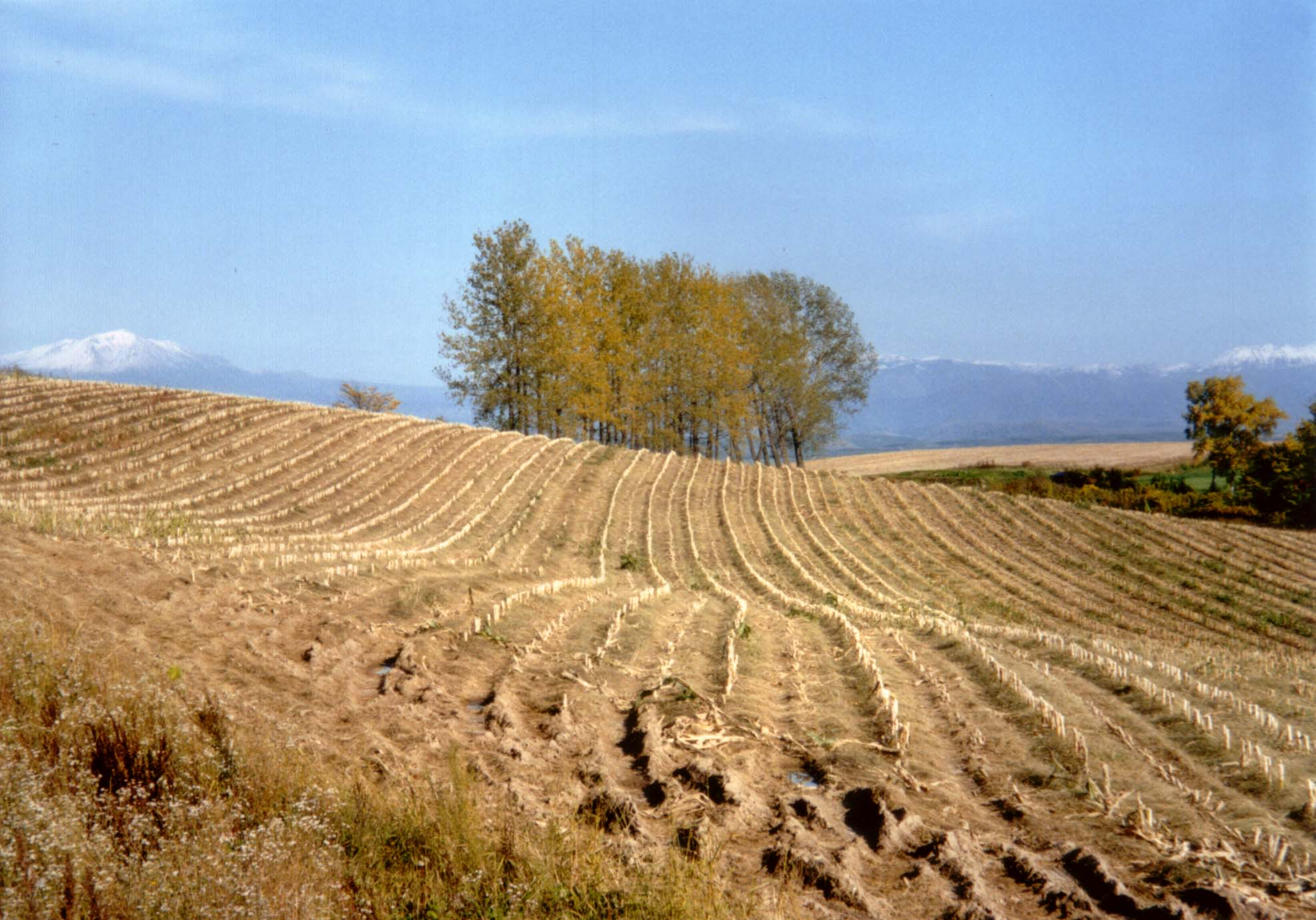
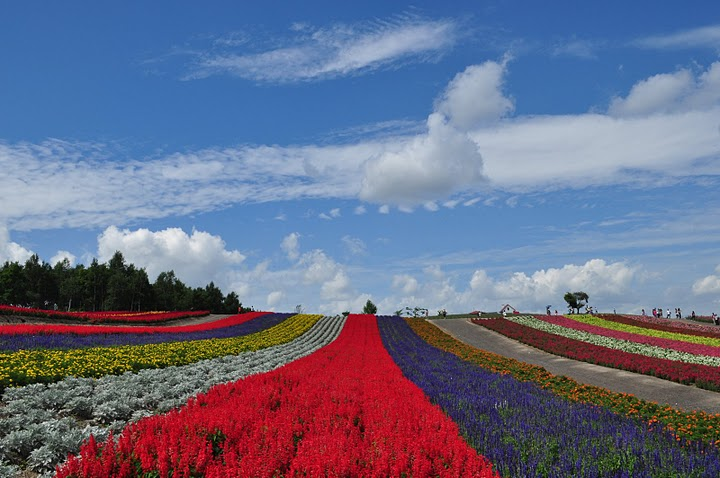
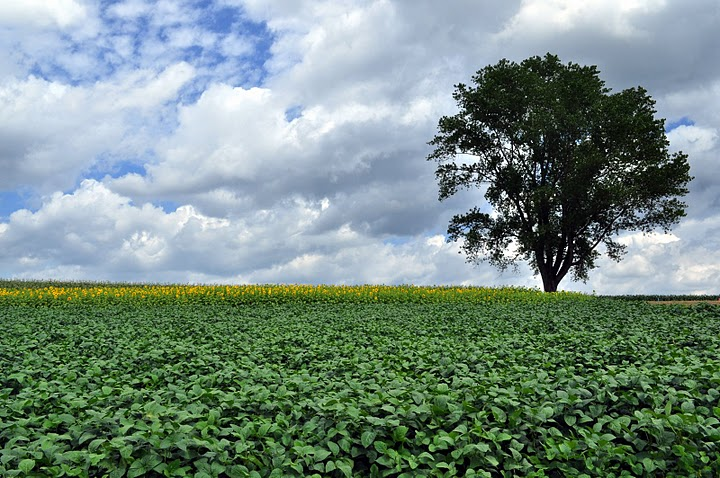